# Liste der Kulturgüter in Grancia
Die Liste der Kulturgüter in Grancia enthält alle Objekte in der Gemeinde Grancia im Kanton Tessin, die gemäss der Haager Konvention zum Schutz von Kulturgut bei bewaffneten Konflikten, dem Bundesgesetz vom 20. Juni 2014 über den Schutz der Kulturgüter bei bewaffneten Konflikten sowie der Verordnung vom 29. Oktober 2014 über den Schutz der Kulturgüter bei bewaffneten Konflikten unter Schutz stehen.
Objekte der Kategorie A sind im Gemeindegebiet nicht ausgewiesen, Objekte der Kategorie B sind vollständig in der Liste enthalten, Objekte der Kategorie C fehlen zurzeit (Stand: 1. Januar 2023).

## Kulturgüter
| Foto | | Objekt | Kat. | Typ | Standort                      | Beschreibung |
| ---- | --- | --- | ---- | --- | ----------------------------- | ------------ |
| ja   | Datei hochladen · Wikidata zu Statue «La Meditazione» auf dem Grabmal der Familie De Martini (Q29884250) | Statue La Meditazione auf dem Grabmal der Familie De Martini / Statua «La meditazione» sulla tomba della famiglia De Martini KGS-Nr.: 12052 | B    | K   | Via alla Piana 715404 / 91856 |              |
| BW   | Datei hochladen · Wikidata zu Grancia Portal des Autobahntunnels (Q117502324)                            | Portal des Autobahntunnels / Portale di galleria autostradale KGS-Nr.: 17213                                                                | B    | G   | 715367 / 91386                |              |